# آب‌انبار کوثر
آب‌انبار کوثر مربوط به دوره قاجار است و در شهرستان گناباد، بخش مرکزی، روستای کوثر واقع شده و این اثر در تاریخ ۱۱ مرداد ۱۳۸۴ با شمارهٔ ثبت ۱۲۴۰۱ به‌عنوان یکی از آثار ملی ایران به ثبت رسیده است.